# Камышовое шоссе
44°33′42″ с. ш. 33°29′02″ в. д.
Камышо́вое шоссе́ (иногда, ошибочно: Камышо́вское) — шоссе в Севастополе. Выполняет функции объездной дороги.
Камышовое шоссе проходит по Гагаринскому району Севастополя и соединяет отдаленные спальные микрорайоны с крупной городской развязкой на 5-м км Балаклавского шоссе. Оно позволяет добраться в другие спальные районы, в пригород или выехать на междугородние трассы, минуя более загруженные улицы в жилых кварталах.

## География

### Начало
От площади с круговым движением, где сходятся:
- Улица Хрусталёва.
- Монастырское шоссе.
- Городское шоссе (Камышовое шоссе является его фактическим продолжением).
- Трасса 67Н-19.

### Конец
Точка, где Камышовое шоссе разветвляется на: улицу Правды и набережную Рыбпорта. Заканчивается возле Камышовой бухты.

### Примыкают
- Казачинское шоссе.
- Улица Тараса Шевченко (через круговое движение).
- Фиолентовское шоссе (через круговое движение: Фиолентовское кольцо).
- Индустриальная улица.
- Улица Хрусталёва (через круговое движение).
- Монастырское шоссе (через круговое движение).

## Реконструкция
Проект реконструкции появился в 2016 году.
На конец июля 2021 года: завершается реконструкция шоссе.
«Отвратительный был проект. Сейчас в ходе работ обнаружилось огромное количество неучтённых сетей. Дорожникам пришлось дополнительно разрабатывать документ, делать выноски всех этих сетей. Сейчас эти работы завершены. Кроме того, где в проекте был указан мягкий грунт, оказалась скала — пришлось убирать, а это совершенно другие усилия и время», — сказал врио губернатора Михаил Развожаев

## Строения и ориентиры
- Троллейбусное депо № 1, адрес: Камышовое шоссе, 14
- Николаевка (также 5-й километр; укр. Миколаївка, крымскотат. Nikolayevka, Николаевка) — село, включённое в состав Севастополя, расположенное на восточной окраине Севастополя, у пересечения Балаклавского и Камышового шоссе.
- АЗС Атан-82, адрес: Камышовое ш., 73
- АЗС Atan, адрес: Камышовое ш., 12А
- Подстанция «Скорой помощи» в районе Камышового шоссе[7][8].